# Ivan Ninčević
Ivan Ninčević, född 27 oktober 1981 i Zadar, är en kroatisk tidigare handbollsspelare (vänstersexa). Han spelade över 60 landskamper för Kroatiens landslag, där han debuterade 2009. Han var med och tog OS-brons 2012 i London.

## Klubbar
- RK Zadar (–2000)
- RK Zagreb (2000–2005)
- HSG Niestetal-Staufenberg (2005–2006)
- Stralsunder HV (2006–2009)
- RK Zadar (2009–2010)
- Füchse Berlin (2010–2013)
- HC Dinamo Minsk (2013–2014)
- Beşiktaş JK (2014–2017)